# 威爾肯斯峰
威爾肯斯峰（英語：Wilckens Peaks），是南極洲的山峰，位於南喬治亞島，從凱爾豪冰川北岸延伸至紐梅耶冰川北岸，海拔高度1,375米，現時由英國海外領土管轄。